# Halecium pearsonenese
Halecium pearsonenese is een hydroïdpoliep uit de familie Haleciidae. De poliep komt uit het geslacht Halecium. Halecium pearsonenese werd in 1997 voor het eerst wetenschappelijk beschreven door Watson. 